# Лейббрандт, Георг
Георг Лейббрандт (нем. Georg Leibbrandt; 5 сентября 1899, Гофнунгсфельд — 16 июня 1982, Бонн) — немецкий государственный и политический деятель. Начальник восточного отдела управления внешней политики НСДАП (1933–1941), начальник главного политического управления в имперском министерстве оккупированных восточных территорий (1941—1943).

## Биография

### Ранние годы
Родился в немецкой колонии Гофнунгсфельд (ныне село Торосово Раздельнянского района Одесской области) в многодетной крестьянской семье немецких колонистов из Швабии. Кроме него в семье было ещё пятеро сестер и трое братьев.
Посещал школу в родной колонии, в 1914—1917 годах учился в Юрьевской мужской гимназии, в 1918 году получил аттестат в Одесской гимназии.
После оккупации Украины немецкими и австрийскими войсками поступил на службу в оккупационную администрацию в качестве переводчика (он свободно владел русским и украинским языками), а также стал бойцом местной немецкой самообороны. В 1919 году бежал в Германию.

### В годы Веймарской республики
С 1920 года Лейббрандт изучал теологию, историю, экономику и философию в Тюбингене, Марбурге, Лейпциге и Париже. В Тюбингене состоял в Ассоциации немецких студентов-колонистов.
В 1926 году в Лейпцигским университетом ему была присуждена степень доктора философии. Тема диссертации: «Эмиграция из Швабии в Россию в 1816—1823 годах».
В 1927 году работал научным ассистентом в Институте истории культуры и всеобщей истории в Лейпциге. Стажировался в Лондонской школе экономики.
Специализировался по России, в 1926, 1928 и 1929 годах посещал Советский Союз.
С 1929 по 1931 год — младший научный сотрудник Имперского архива.
С 1931 по 1933 год был стипендиатом фонда Рокфеллера в США.

### Карьера в нацистской Германии
В Вашингтоне Лейббрандт стал связным НСДАП, а 1 июля 1933 года вступил в партию. Числился в СА.
С 1933 года – начальник восточного отдела управления внешней политики НСДАП. В июле 1941 года, после нападения Германии на СССР, был приглашён Розенбергом во вновь созданное Имперское министерство оккупированных восточных территорий на должность начальника главного политического управления.
20 января 1942 года вместе с Альфредом Мейером представлял министерство на Ванзейской конференции.
В феврале 1943 года подготовил меморандум о русском Национальном комитете и Русской Освободительной армии.
В июне 1943 года в связи с несогласием с политикой, проводимой на оккупированных территориях, и из-за «проукраинской позиции» ушёл с государственной службы, добровольно вступил в армию и был зачислен в Кригсмарине.

### Послевоенный период
С 1945 по 1949 год Лейббрандт находился под арестом. В это время выступил в качестве свидетеля на судебном процессе по делу Вильгельмштрассе. Что касается Холокоста, среди прочего, заявил: «Я сказал министру [Розенбергу] при первой возможности, что не разделяю этого безумия».
В январе 1950 года окружной суд Нюрнберга-Фюрта возбудил против него предварительное дело по подозрению в многочисленных убийствах. 10 августа 1950 года следствие было прекращено. Судебное дело не было возбуждено.
В 1955 году Лейббрандт был советником канцлера Конрада Аденауэра по вопросам репатриации немецких военнопленных из Советского Союза. Позже возглавил боннский офис Salzgitter AG.
Жил в Унтервайссахе в Баден-Вюртемберге.
Продолжал заниматься изучением истории немцев в России, сотрудничая с Ассоциацией немецких землячеств и Американским институтом культуры в Мюнхене.

## Сочинения
- Die deutschen Kolonien in Cherson und Bessarabien. Stuttgart: Ausland u. Heimat Verlags-A.-G., 1926.
- Die Auswanderung aus Schwaben nach Rußland 1816—1823. Stuttgart: Ausland u. Heimat, 1928.
- Quellenforschungen zur Geschichte des deutschen Volkstums in Rußland. [Potsdam]: Reichsarchiv, 1929.
- Auswanderungsakten des Deutschen Bundestags (1817—1866) und der Frankfurter Reichsministerien. Stuttgart: Ausland u. Heimat, 1932.
- Moskaus Aufmarsch gegen Europa. München: Eher, 1938.
- Jüdische Weltpolitik in Selbstzeugnissen. München: Eher, 1938.
- Hoffnungstal und seine Schwaben. Bonn: [Selbstverl.], 1980.